# فرسترايد سيكيورتيز
فرسترايد سيكيورتيز (بالإنجليزية: Firstrade Securities)‏ هي شركة وساطة أوراق مالية ووسيط-تاجر ‏ مقرها في نيويورك وهي تقدم منصة تداول إلكترونية لتداول الأصول المالية بما في ذلك الأسهم والصناديق المتداولة في البورصة والخيارات والصناديق المشتركة والسندات.

## تاريخ
تأسست الشركة في عام 1985 بواسطة جون ليو (بالإنجليزية: John Liu)‏ باسم First Flushing Securities، في إشارة إلى حي فلاشنغ، كوينز في نيويورك الذي يقع فيه مقر الشركة.
في عام 1997، تم تغيير الاسم إلى Firstrade Securities Inc.
في أبريل 2010، وقعت فرسترايد اتفاقية مع Taifook Securities Company Limited، وهي وسيط مالي عبر الإنترنت، من أجل دعم أعمال عمليات الأوراق المالية عبر الإنترنت. لاحقًا تم إيقاف التعاون بين الشركتين.
عقدت فرسترايد الافتتاح الكبير لفرعها في 15 أغسطس 2014.
في مايو 2022، أطلقت الشركة منصتها للعملات المشفرة.